# Purple Hand Beer
Purple Hand Beer (Cerveja Mão Roxa) é uma marca de cerveja especialmente destinada ao público LGBT.
Seu nome deriva de um confronto entre ativistas da causa LGBT contra o jornal Examiner ocorrido em 1969 em São Francisco, Califórnia. Na ocasião o jornal publicou conteúdo preconceituoso e seus empregados jogaram tinta roxa nos militantes. Posteriormente os ativistas lambuzaram a tinta nas mãos e espalharam as marcas da palma por toda a cidade como protesto.